# Sealed with a Kiss
Sealed with a Kiss  est une chanson américaine écrite par Gary Geld et Peter Udell.
Le groupe The Four Voices est le premier à l'interpréter, en 1960, mais c'est la version de Brian Hyland en 1962 qui la popularise, en se classant 3e des charts aux États-Unis comme au Royaume-Uni. Par la suite, elle a également été reprise par Bobby Vinton (no 19 aux États-Unis en 1972) et Jason Donovan (no 1 au Royaume-Uni en 1989), entre autres.
Cette chanson a été adaptée en français sous le titre - Derniers baisers - avec des paroles de Pierre Saka. Elle figure sur le 6e EP 45 tours des Chats Sauvages avec leur nouveau chanteur Mike Shannon, en octobre 1962. Elle sera un tube pour le groupe et passera souvent à la radio. Cette chanson et son succès permettra au groupe l'enregistrement de leur 3ème album - Venez les Filles - qui sortira en Mars 1963. Elle sera également interprétée par les Surfs, Nancy Holloway, Orlando, C. Jérôme et Laurent Voulzy notamment.
La version de Sealed with a Kiss par Bobby Vinton apparaît à la fin du film All the Boys Love Mandy Lane.